# Francesco Jacovacci

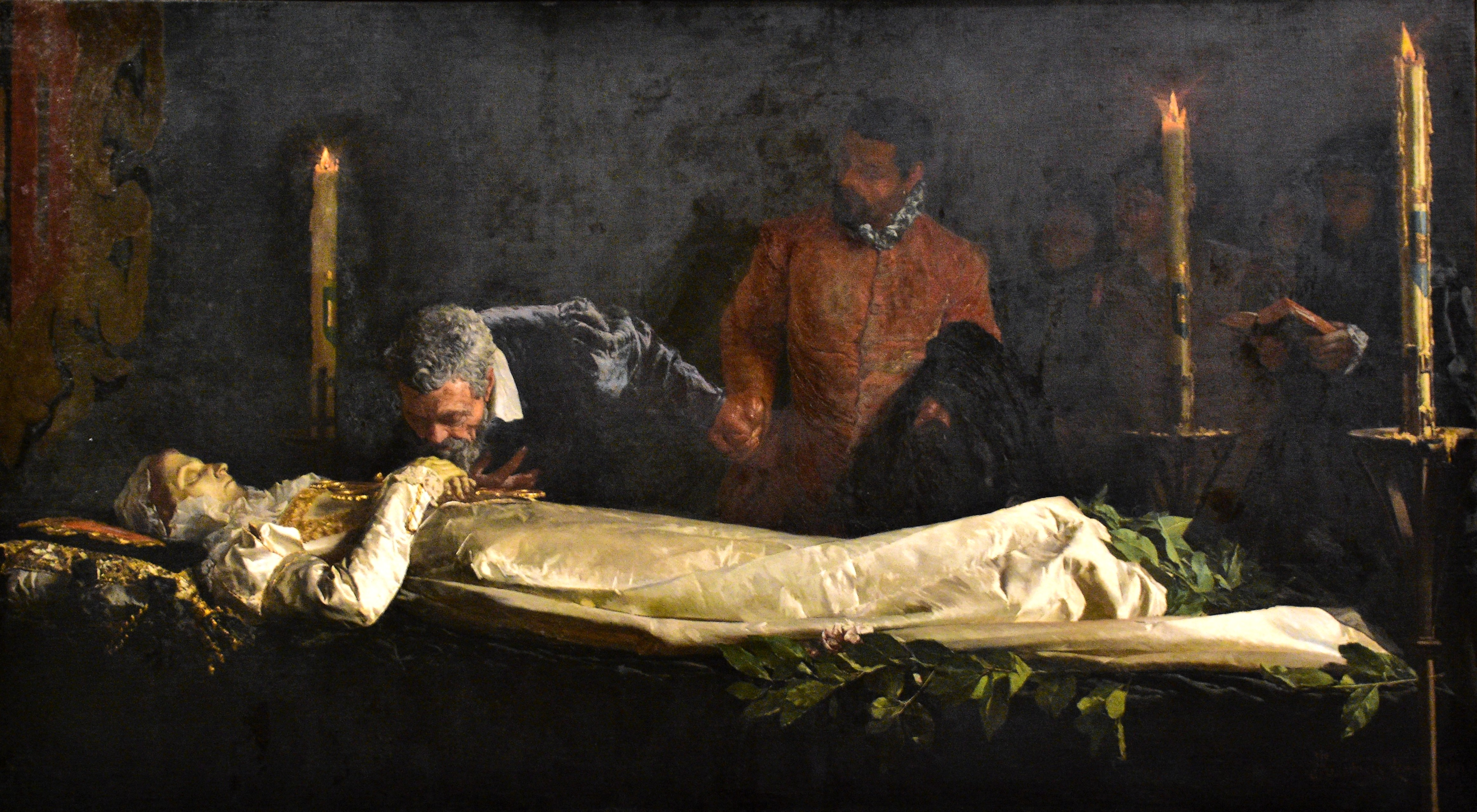
Michał Anioł przy zwłokach Victorii Collonna

Francesco Jacovacci (ur. 30 stycznia 1838 w Rzymie zm. 26 czerwca 1908 tamże) włoski malarz.
Początkowo był samoukiem tworząc głównie malarstwo dekoracyjne, następnie studiował w Akademii Świętego Łukasza. W 1868 pomagał Cesaremu Fracassiniemu (1838-1868) w wykonaniu fresków w rzymskiej bazylice San Lorenzo fuori le mura.
Oprócz malarstwa sakralnego tworzył pod wpływem Fortynyego y Carbo sceny rodzajowe, jednak prawdziwą sławę zyskał dopiero dzięki obrazom historycznym. 
Jacovacci do 1908 był dyrektorem Galleria nazionale d'arte moderna w Rzymie, członkiem Accademia di San Luca, Congregazione virtuosi oraz Giunta superiore di belle arti. Uważany za postromantyka.

## Ważniejsze obrazy
- Michał Anioł przy zwłokach Victorii Collonna
- Aleksander VI i poseł wenecki
- Z upadku republiki weneckiej
- Krzysztof Kolumb
- Bernini rzeźbiący swoje popiersie